# Ferrari Tipo 500
O Ferrari Tipo 500 foi um carro de corrida de Fórmula 2 projetado por Aurelio Lampredi e usado pela Scuderia Ferrari em 1952 e 1953, quando o Campeonato Mundial foi executado com as regulamentações da Fórmula 2. Foi pilotado por Alberto Ascari.

## Histórico
Para a temporada de 1952, a FIA anunciou que as corridas do Grande Prêmio contando para o Campeonato do Mundo de Pilotos seriam dadas às especificações da Fórmula 2 e não às da Fórmula 1, após a retirada da Alfa Romeo da categoria. A Ferrari foi a única equipe a ter um carro projetado especificamente para a nova fórmula. O carro era movido por um motor de quatro cilindros em linha, montado atrás do eixo dianteiro, melhorando a distribuição de peso. Alberto Ascari usou o carro para ganhar seu primeiro campeonato mundial, vencendo todas as corridas com apenas uma simples Ferrari 500. A corrida que Ascari perdeu foi porque ele estava pilotando a Ferrari de 4,5 litros nas 500 Milhas de Indianápolis, no entanto a Ferrari venceu a corrida que ele estava ausente também. Na temporada seguinte, Ascari venceu seu segundo campeonato mundial, e a Ferrari venceu todas, exceto a corrida final, que foi vencida por Juan Manuel Fangio, de volta às corridas após um acidente que havia lesionado seu pescoço.
Ascari venceu sete corridas consecutivas no Campeonato Mundial no Ferrari 500, um recorde que perdurou até que Sebastian Vettel quebrou em 2013. Se as 500 Milhas de Indianápolis de 1953 (que foi disputada para uma fórmula diferente, e em que Ascari não foi inscrito) for desconsiderada, o número de vitórias é estendido para nove.

### Ferrari 625 F1
Para a temporada de 1954 e o retorno aos regulamentos de motor da Fórmula 1, o chassi do Ferrari 500 foi modificado para as novas regras com o motor 625 de 2,5 litros e venceria mais duas corridas, uma em 1954 e 1955, embora não tenha sido suficientemente rápida em comparação com o Mercedes-Benz W196 e Maserati 250F. Apesar de dois novos modelos surgirem durante este período, o 625 não foi completamente substituído até 1956, quando a Ferrari começou a usar o chassi D50 que a Ferrari comprou junto com a equipe Lancia Formula One.